# 佛爷岩崖画
佛爷岩崖画，位于中国青海省湟中县李家山乡峡口村，为青海省市县级文物保护单位，公布日期为1983年3月25日，类型为石窟寺及石刻。
佛爷岩崖画的历史年代为待定。